# Torres Torres
Torres Torres (en valencien et en castillan) est une commune d'Espagne de la province de Valence dans la Communauté valencienne. Elle est située dans la comarque du Camp de Morvedre et dans la zone à prédominance linguistique valencienne.

## Géographie

Localisation de Torres Torres
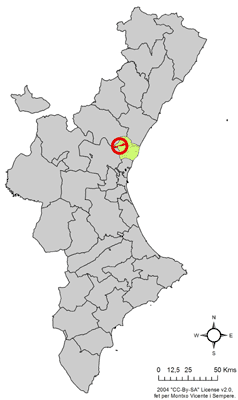
dans la Communauté valencienne.
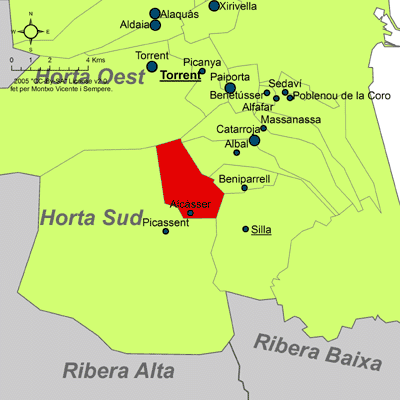
dans la comarque du Camp de Morvedre.

### Sources
- (es) Cet article est partiellement ou en totalité issu de l’article de Wikipédia en espagnol intitulé « Alcácer » (voir la liste des auteurs).